# Wooster (Ohio)
Pour les articles homonymes, voir Wooster.
Wooster est une ville de l'État de l'Ohio, aux États-Unis.
Elle est le siège du comté de Wayne.

## Géographie
Selon les données du Bureau du recensement des États-Unis, Wooster a une superficie de 37,3 km2 (soit 14,4 mi²) dont 37,2 km2 (soit 14,4 mi²) en surfaces terrestres et 0,1 km2 (soit 0,04 mi²) en surfaces aquatiques.
Wooster possède un aéroport (Wayne County Airport, code AITA : BJJ).

### Géologie
Le substratum rocheux local se compose de la Formation de Cuyahoga (schiste) et de la Formation de Logan (grès et conglomérat) sus-jacente, datant du Carbonifère inférieur et riche en fossiles.

### Centres d'intérêt
- Le College de Wooster

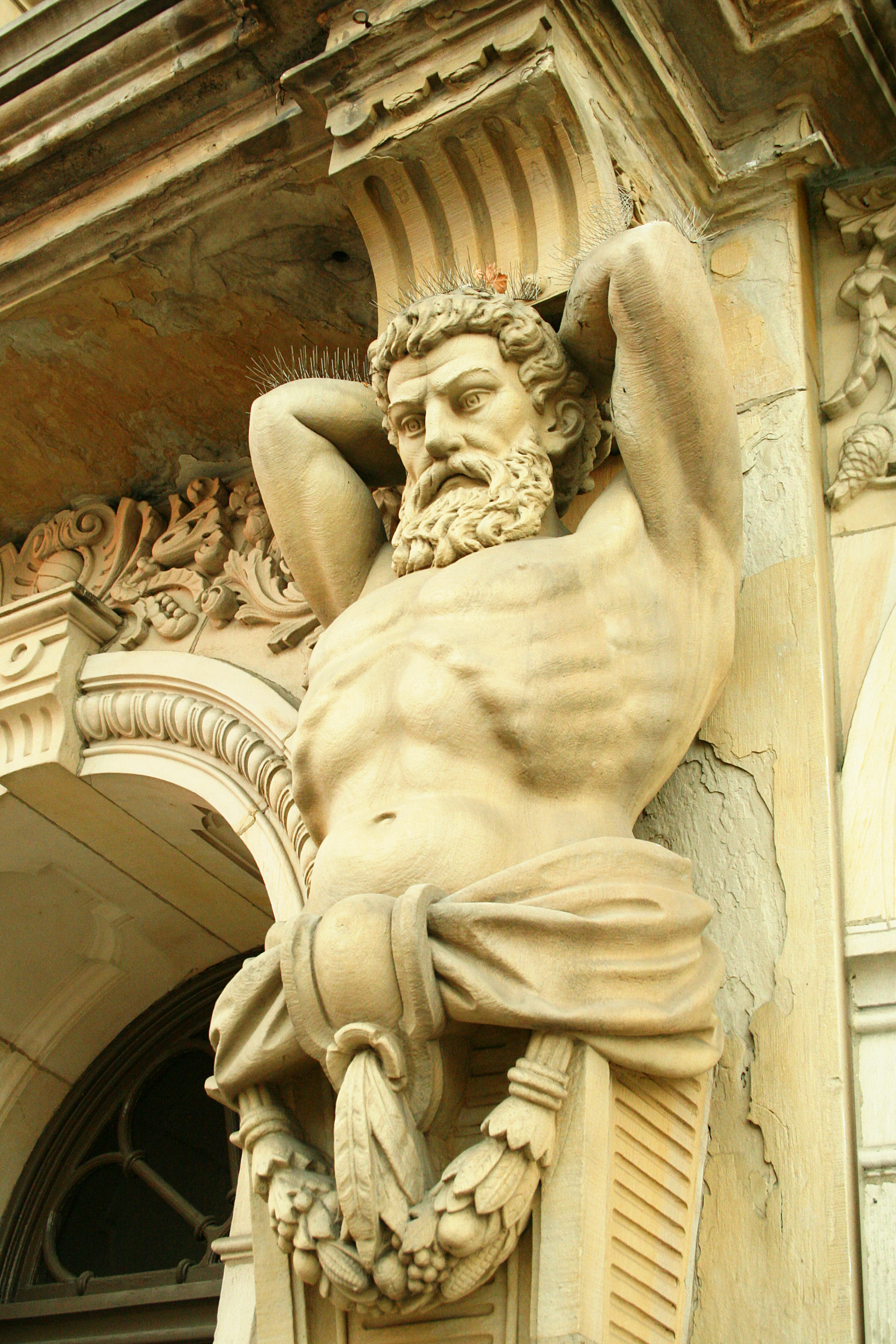
Atlante à l'entrée du palais de justice.

- Ohio Agricultural Research and Development Center
- Ohio Light Opera
- Ohio State University Agricultural Technical Institute
- Secrest Arboretum
- Foire agricole du comté de Wayne (171e édition en 2020)[2]
- Wayne County Public Library

## Histoire
Wooster a été fondée en 1808 par John Bever, William Henry et Joseph Larwill. La ville tient son nom de David Wooster, un général de la Guerre d'indépendance américaine.

## Démographie
Lors du recensement de 2000, Wooster était peuplée de 24 811 habitants.
La ville compte 26 119 habitants au recensement de 2010.
La population se monte à 26 394 habitants d'après une estimation de 2019.

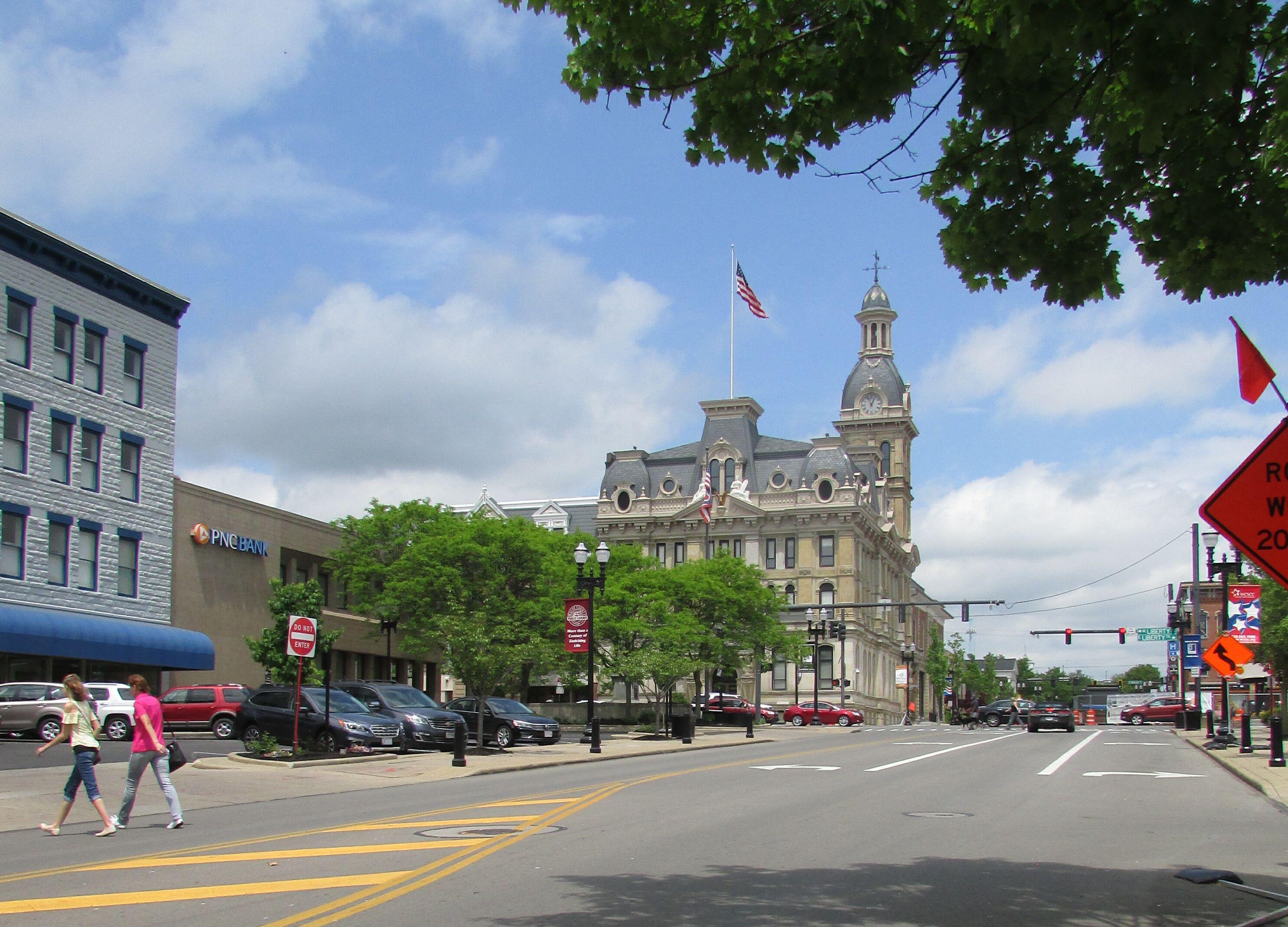
Palais de justice, centre-ville.
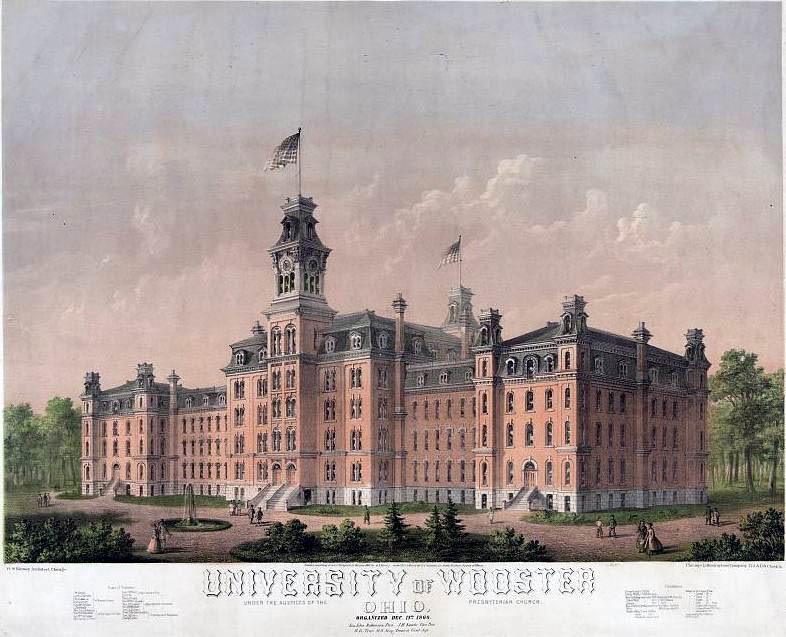
Résidence universitaire (collège).
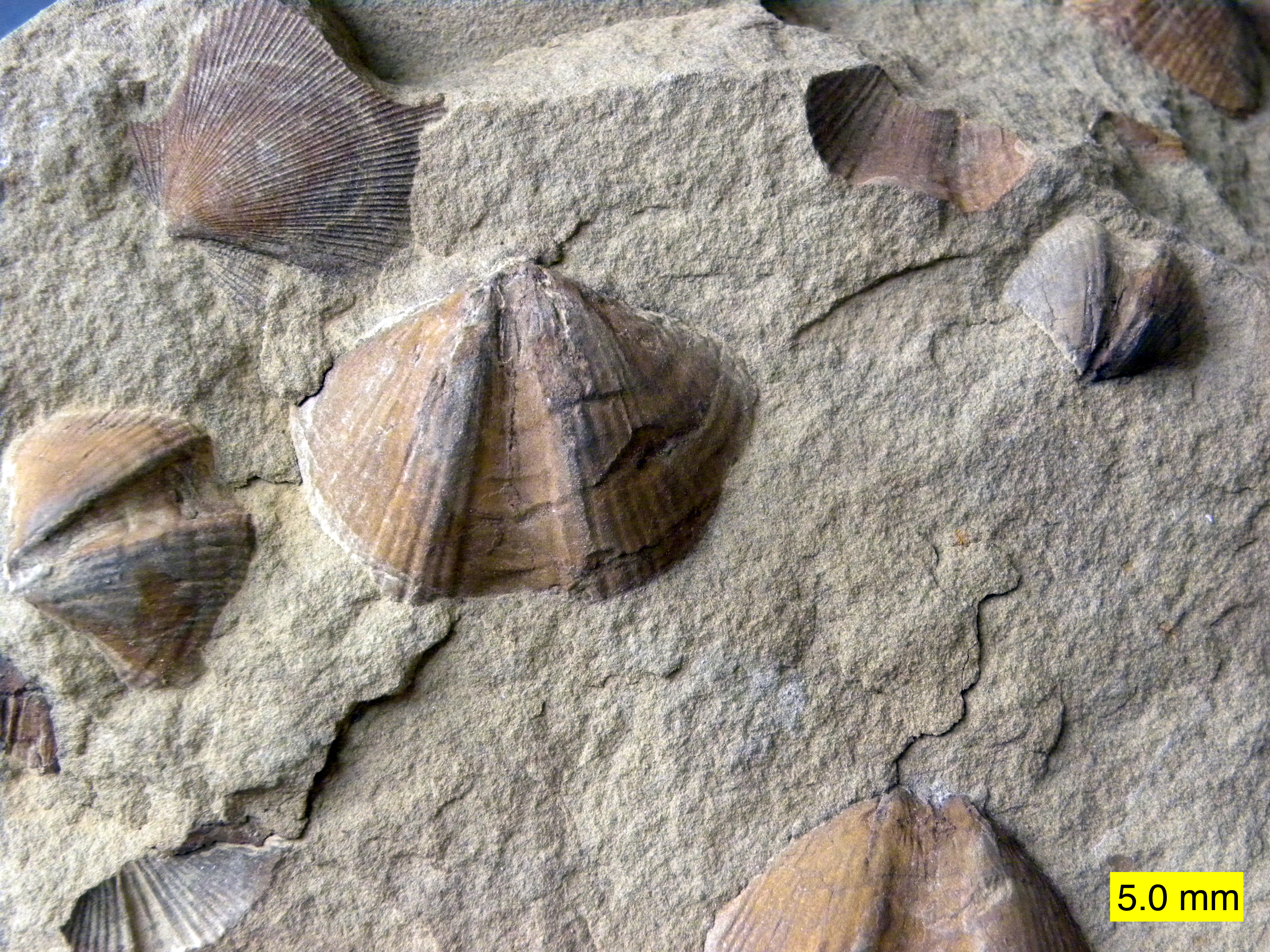
Fossiles de la Formation de Logan.
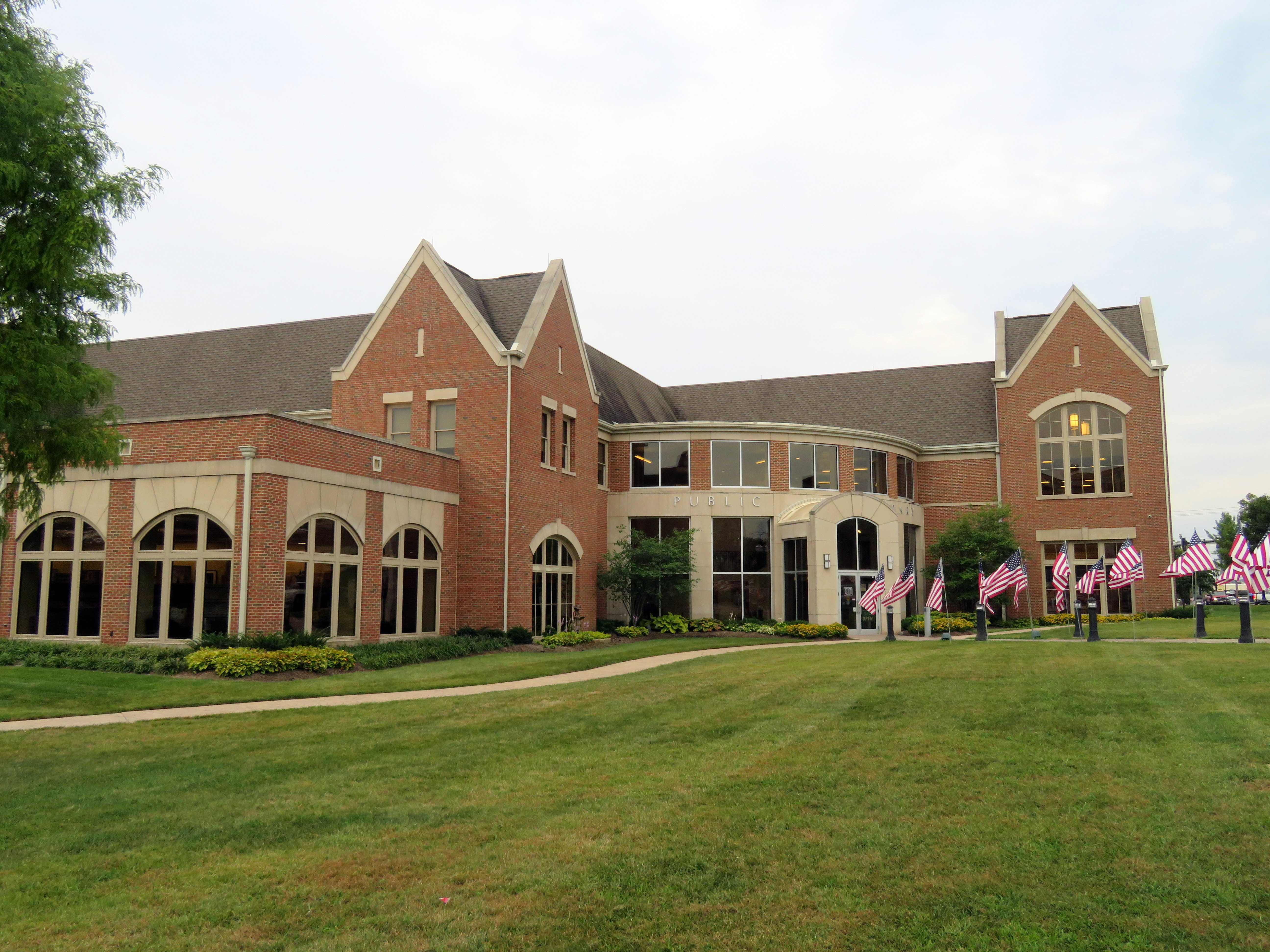
La bibliothèque du comté.
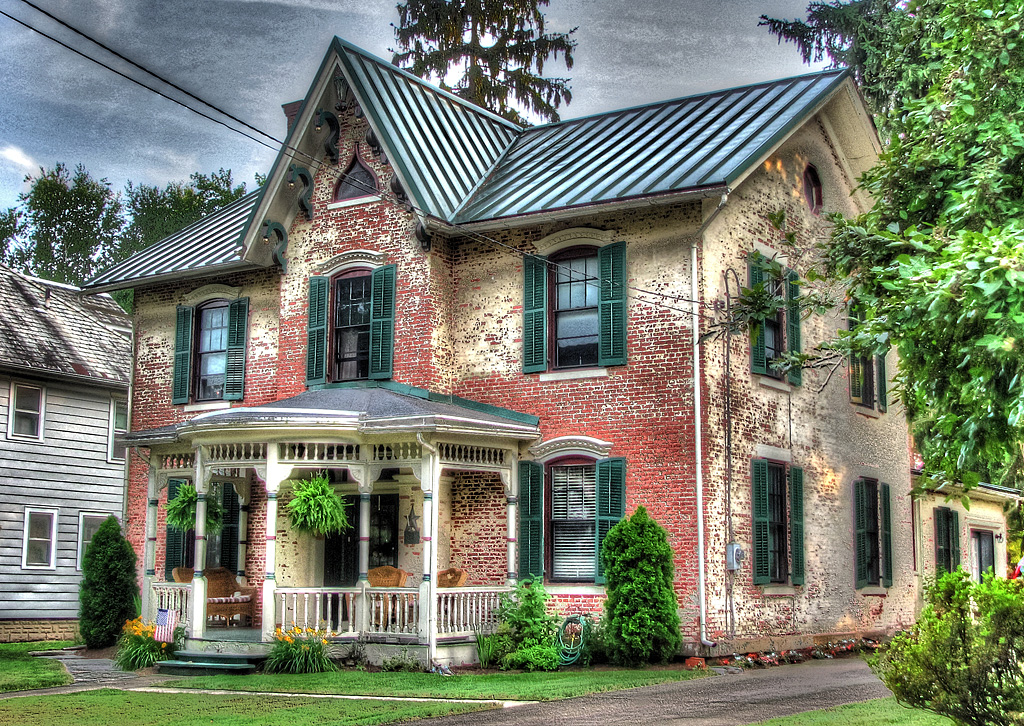
Architecture locale.
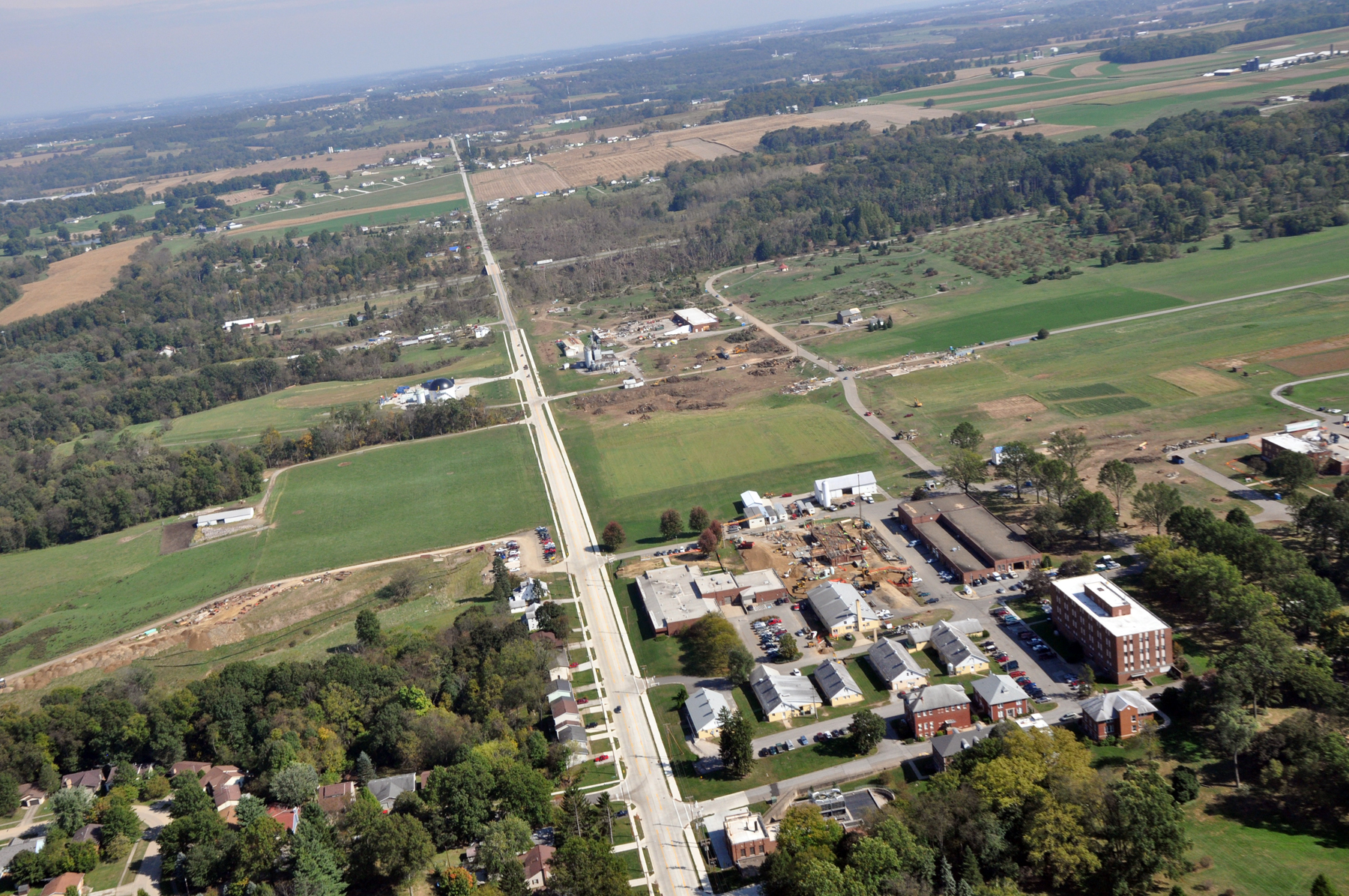
BioHio Research Park.

## Personnalités
- Arthur Compton (1892-1962), Prix Nobel de physique en 1927
- Karl Taylor Compton (1887-1954), frère du précédent, président du Massachusetts Institute of Technology (MIT) de 1930 à 1948
- Hal Varian (né en 1947), « Chief Economist » de Google depuis 2002

## Médias
- The Daily Record, journal quotidien
- The Wooster Weekly News, hebdomadaire gratuit d'informations

## Éducation
- The College of Wooster, université privée fondée en 1866 par l'Église presbytérienne sous le nom d'  University of Wooster

## Parcs et loisirs
Le Wooster Memorial Park, connu localement sous le nom de Spangler Park, permet de parcourir 11 km de sentiers de randonnée à travers bois, ravins et champs ouverts, le long de Rathburn Run. 
Christmas Run Park abrite des terrains de jeux, des pavillons et une aire de pique-nique. Le parc Schellin possède un skate park, une aire de jeux et des installations de pique-nique.
Oak Hill Park contient des pavillons et des sentiers pédestres. 
Le parc Freedlander possède également une piscine, des terrains de basket, des pavillons et un étang. [citation nécessaire]
Acres of Fun est un complexe de divertissement local qui propose des activités familiales comme le karting et le laser tag. 
Le College de Wooster possède un terrain de golf, une piste de bowling et des installations sportives polyvalentes ouvertes au public. 
Wooster Skateland est également situé dans la ville, c'est un lieu de patinage et de hockey en salle, ouvert toute l'année.

## Jumelage
La ville de Collepietro dans la province de  L'Aquila dans les  Abruzzes, région d'Italie, est officiellement jumelée avec Wooster.